# 愛知県道312号荻原巨海線

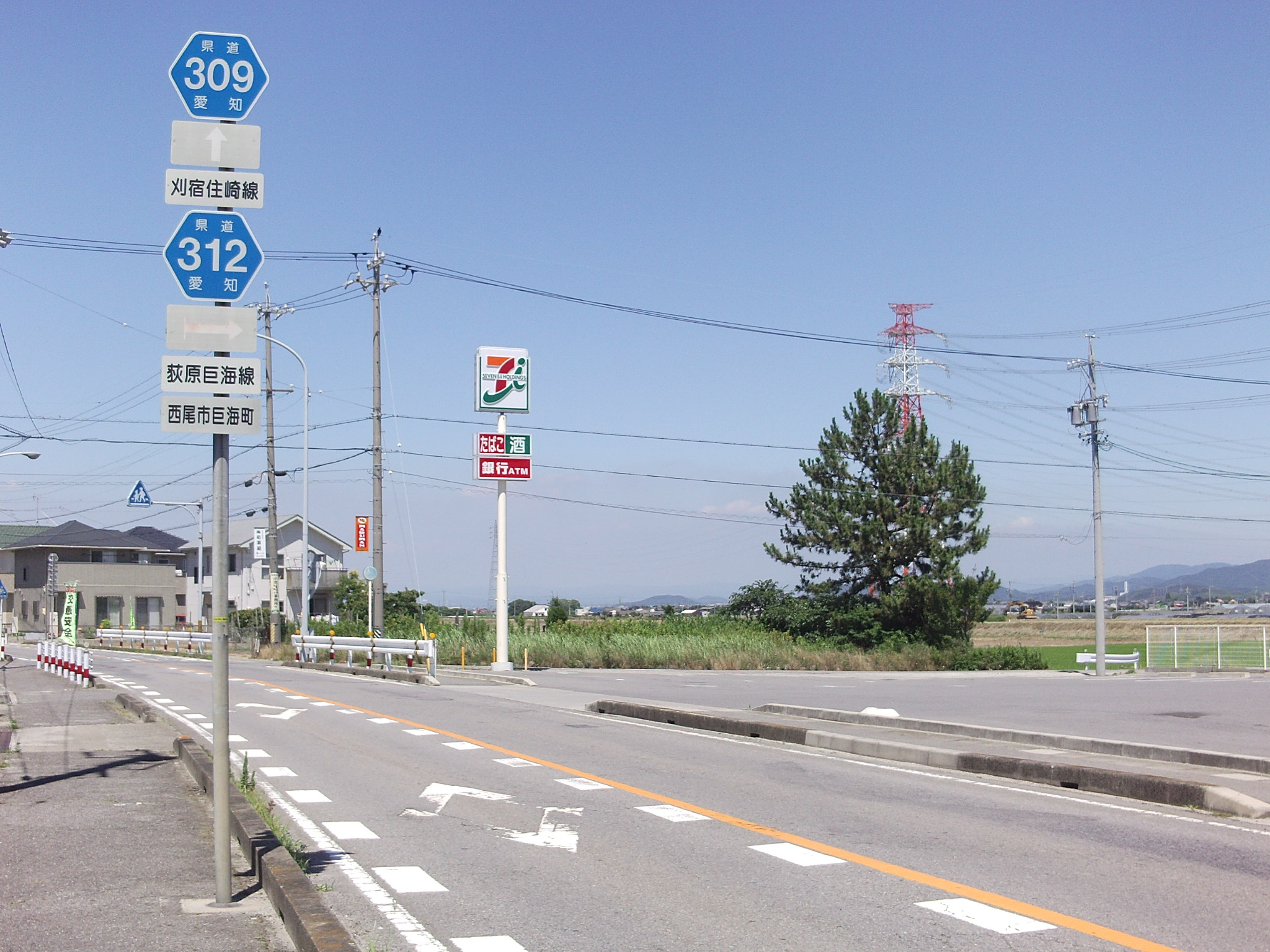
終点の巨海町（ちょうど電線の下にこの県道が通っている）。

愛知県道312号荻原巨海線（あいちけんどう312ごう おぎわらこみせん）は、愛知県西尾市を通る一般県道である。起点直後に名鉄西尾線の踏切道を通過する。なお荒子前交差点西側の交点から富田西交差点まではバイパス区間（約350m）である。

## 概要

### 路線データ
- 起点：西尾市吉良町荻原
- 終点：西尾市巨海町
- 総延長：約5.7km

## 沿革
- 1959年12月15日：認定

## 通過する自治体
- 愛知県
  - 西尾市

## 接続する道路
- 愛知県道42号西尾吉良線
- 愛知県道315号下横須賀大島線
- 愛知県道12号豊田一色線
- 愛知県道309号刈宿住崎線

## 沿線・周辺
- 羽利神社
- 吉良町立荻原小学校
- 吉良町立荻原保育園
- 西尾ゴルフクラブ
- 山上神社
- 中部電力パワーグリッド市子変電所
- 八ケ尻町公民館
- 香秀寺
- 行用町公民館
- 福泉寺
- 阿弥陀寺